# Altserbische Herrscherbiographien
Die Altserbischen Herrscherbiographien entstanden in einem Zeitraum zwischen dem 13. und 15. Jahrhundert. Sie besitzen eine besondere Stellung in der vom byzantinischen Kulturkreis (der sogenannte „Byzantinische Commonwealth“) geprägten  slawischen Länder Südost- und Osteuropas und unterscheiden sich als literarische Sonderform von byzantinischen Vorbildern.
Die Altserbischen Herrscherbiographien beschreiben das Leben serbischer Herrscher und Kirchenfürsten. In ihnen treffen Ideengeschichte und historische Wirklichkeit des serbischen Mittelalters zusammen. Sie sind damit wichtigste Quelle für das mittelalterliche serbische Herrschertum und Ort für die geistige Auseinandersetzung der Zeitgenossen mit der sie umgebenden Wirklichkeit. Aus dem Ursprung der Gattung in der von Sava von Serbien verfassten kurzen Vita seines Vaters Stefan Nemanja, verfassten Stefan Nemanjić, Dometijan, Teodosije Hilandarac, Danilo II., Danilo III., Konstantin von Kostenec und Grigorij Camblak den Korpus der Biographien.

## Ursprung

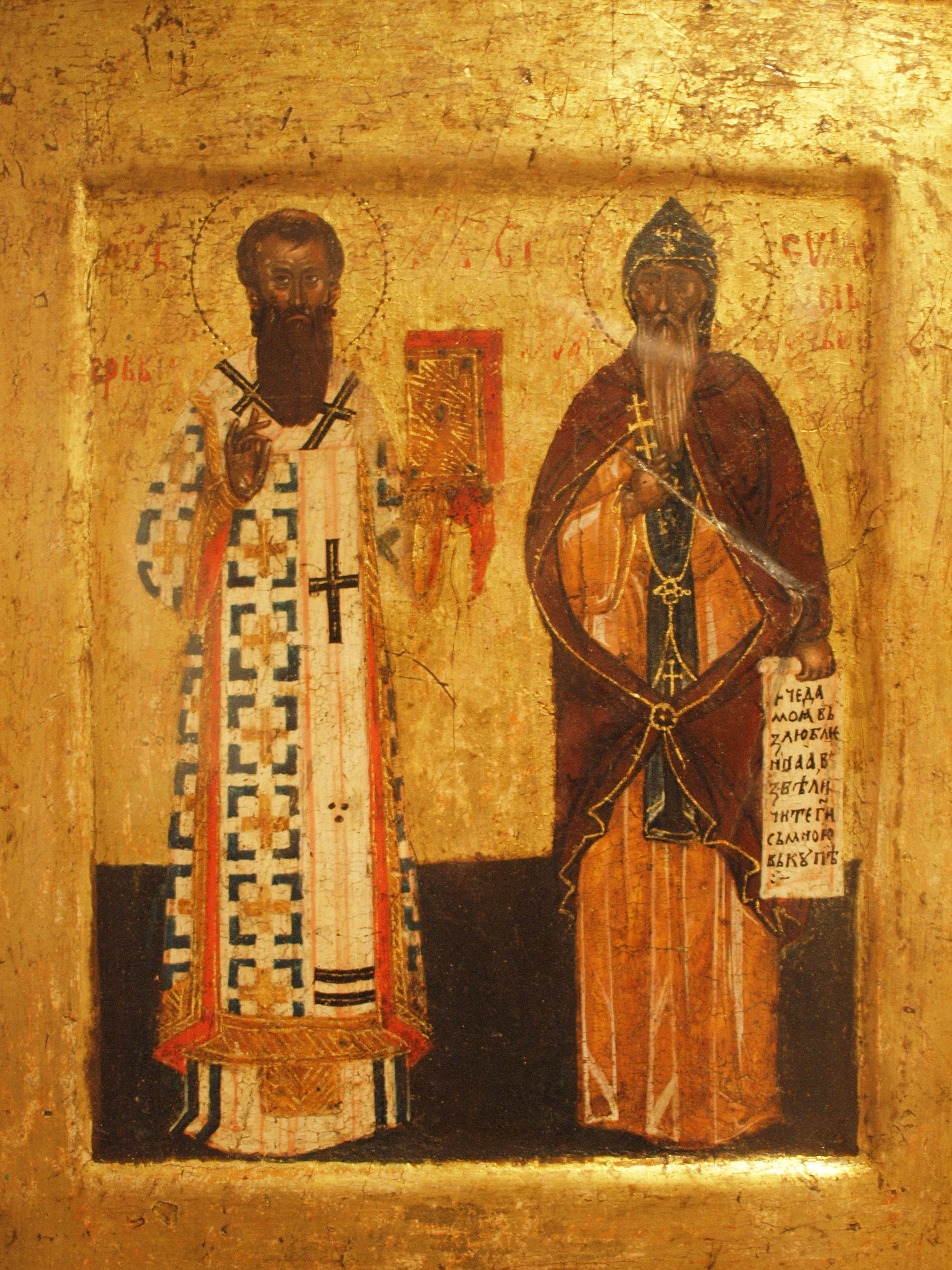
Ikone mit der Darstellung des Heiligen Sava von Serbien und seinem Vater als Heiligem Mönch Simeon Nemanja. Die Rolle in Simeons Hand paraphrasiert die Herrscherbiographie Domentijans über das Leben des Heiligen Simeon aus dem 13. Jahrhundert. Nationalmuseum Belgrad, Wohl Zweite Hälfte des 16. Jahrhunderts, Zograf Longin zugeschrieben.

Die Altserbischen Herrscherbiographien gehen auf Kleinformen der byzantinischen Historiographie und die volkstümliche Form der griechischen Hagiographik zurück. Ausgangspunkt der Gattung sind die beiden Texte zur Lebensbeschreibung Stefan Nemanjas durch seine beiden Söhne Sava und Stefan. Savas kurzer Beschreibung des Mönchslebens Stefan Nemanjas folgte die etwa doppelt so große Biographie Nemanjas von König Stefan Nemanjić (auch Stefan der Erstgekrönte). Beide Texte stammen aus dem Beginn des 13. Jahrhunderts. Sie entstanden wie alle späteren Biographien in orthodoxen Klöstern. Diese waren als soziologischer Ort der altserbischen Biographik Zentren der Haustradition des serbischen Adels, die die Klöster mehr herrschaftlich-aristokratisch organisierten. In den Biographien kommen Angehörige des Herrscherhauses oder der Klöster als Mitglieder der politisch führenden Schichten zu Wort. Die Lebensbeschreibungen sind daher nicht nur eine Form der Geschichtsbeschreibung, in ihnen soll auch Geschichte gemacht werden.

## Funktion
Die Viten waren zum Vorlesen in klösterlicher Gemeinschaft bestimmt, der Tafellesung am Hof des Herrschers oder als Unterrichtsmittel für die adlige Jugend in den Kloster- und Domschulen. Ein bestimmendes Element sind die kirchlich-religiösen Momente der Viten. Sie bestimmten die Gedanken- und Ideenwelt des Mittelalters, in dem nach Stanislaus Hafner das „Metaphysische für eine Realität“ erachtet wurde.

## Entstehung

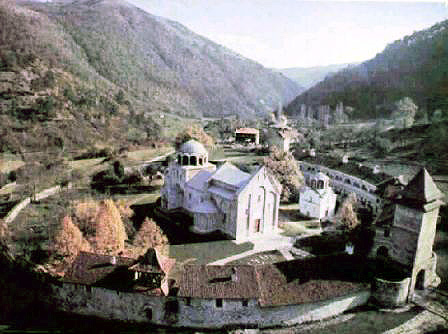
Die Klosteranlagen des serbischen Mönchtums waren der soziologische Mittelpunkt für die Entwicklung der Ideengeschichte der altserbischen Herrscherbiographien

Savas Vita Stefan Nemanja von 1208 entstand im Rahmen des Typikon des Klosters Studenica in der von Sava bestimmten Grablege des zu Anfang des 13. Jahrhunderts heiliggesprochenen Stefan Nemanjas. Es galt daher den Kult um Nemanja durch die Vita zu bestätigen und die Umgebung in diesem Sinne zu beeinflussen. Das Anliegen Savas in der Vita wurde schon in den Proömien in der Stiftungsurkunde Hilandars auf dem Heiligen Berg Athos vorgebildet, die nach den Urkunden der Byzantinischen Kaiser verfasst war. Dieser Leitidee folgend, wurde es als Vorbild aller weiteren Herrscherbiographien des serbischen Mittelalters. Damit war die serbische Biographik von Anfang an in den Dienst des Herrscherhauses gestellt. Als Musterbeispiel mittelalterlicher dynastischer Geschichtsschreibung gilt dann die der Vita Savas folgende zweite Vita Stafan Nemanjas durch Stefan Nemanjić. In ihr wird die Rechtfertigung der eigenen bedrohten Thronfolge sowie der Wille, das Geschehen der Zeit zu beeinflussen, deutlich.
Mit den beiden folgenden Viten Savas durch die Hilandarmönche Dometijan und Teodosije erfährt die in den Viten weiter elaborierte Staatsideologische Form der Serbischen Herrscherbiographien ihre zwei wesentlichen Formen: der gelehrt-rhetorischen und einer volkstümlich-erbaulichen. Dometijan und Teodosije legen die Grundlage zur „idealen“ Lösung der Verhältnisse von Staat und Kirche im Nemanjidenreich. Diese Idee war im serbischen Mönchtum entstanden. Nemanja als Begründer des Staates und sein Sohn Sava als erstes Oberhaupt einer autokephalen serbischen Staatskirche entzogen damit alle Machtrivalitäten zwischen kirchlicher Ordnung und weltlicher Herrschaftsausübung. Das gemeinschaftliche Verhältnis des Staatsgründers und dynastischen Urahns und des metaphysischen Ideenlehrers war damit nach Hafner für „alle Zeiten im metaphysischen und dynastischen Bereich verankert“. Das Mönchtum diente fortan als Hüter dieser Verbindung.

## Inhalt

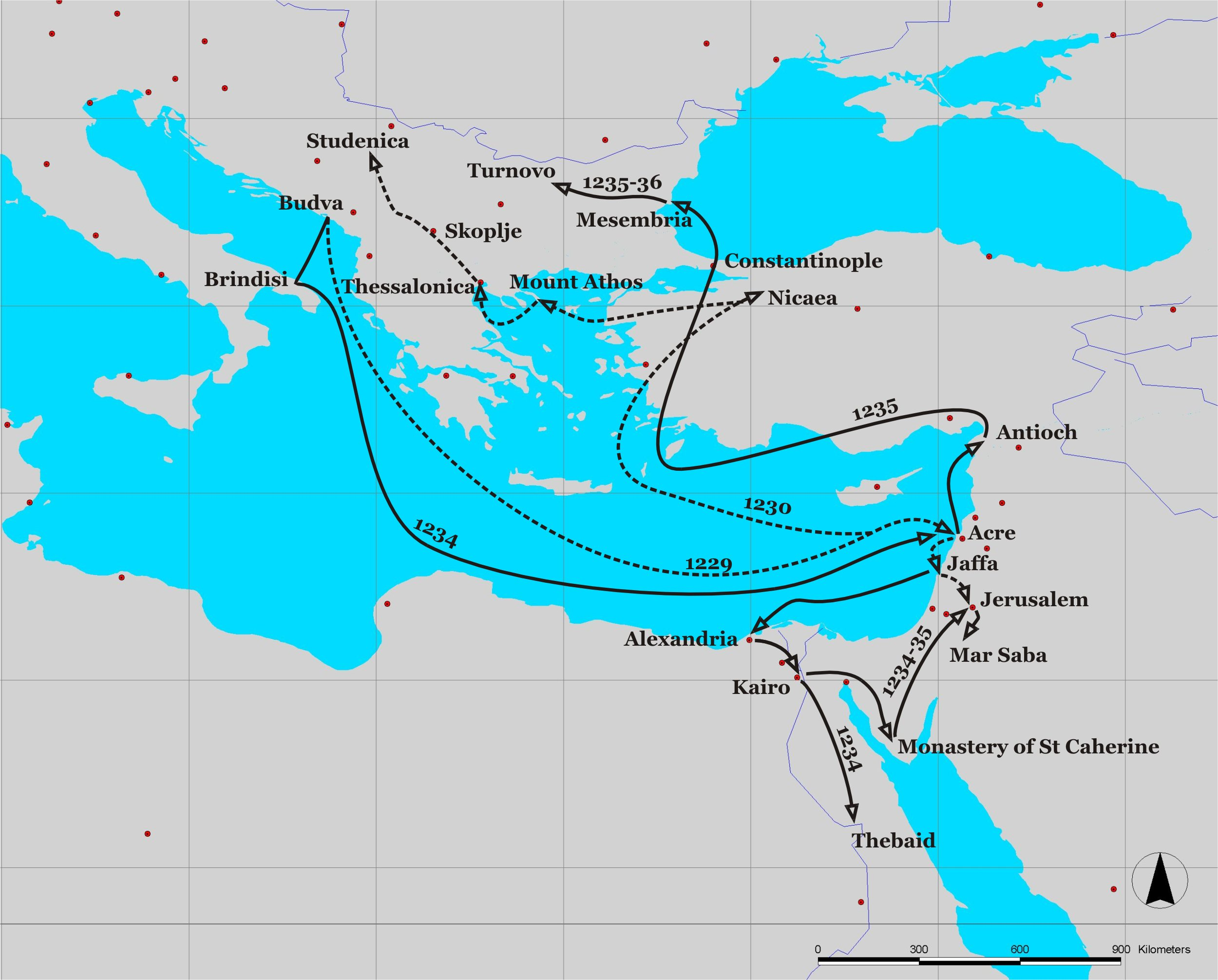
In Domentijan werden die Pilgerfahrten Savas 1229–1236 nach Palästina in großen Detail beschrieben

Die Viten sind die wichtigsten Quellen zur serbischen Herrscherhistorie des Mittelalters und liefern wesentliche Details zu den geschichtlichen Ereignissen. Die erste Vita Stefan Nemanjas umfasste die letzten Lebensjahre Stefan Nemanjas als Mönch Simeon, in der seine Abdankung und der Eintritt ins Kloster Studenica erzählt wird. Sie ist als Augenzeugenbericht von Sava von Serbiens abgefasst. Stefan schloss sich als Athosmönch seinem Sohn im Kloster Vatopedi an. Sava beschreibt die Ankunft seines Vaters bis zu seinem Tode. In der Zeit wurde das Kloster Hilandar durch Simeon und Sava von Kaiser Alexius III. als Stiftung persönlich überlassen. Savas Vita unterscheidet sich inhaltlich und strukturell erheblich von der formalen Struktur mittelalterlicher griechischer Viten; sie folgt nur partiell rhetorischen Gepflogenheiten und den Konventionen der zeitgenössischen byzantinischen Hagiographien. In einem schlichten Stil, sowie durch die demütigen und zurückhaltenden Formulierungen, in denen der Autor über sich spricht, behielt sie bis heute eine Qualität, die auch heutige Leser berührt.
Nachdem Stefan heiliggesprochen war, wurde der Bedarf für eine vollständige Vita des Dynastiegründers offenbar. 1216 verfasste Stefans zweitältester Sohn der damalige Großžupan Stefan Nemanjić eine umfassende Vita. Stefans Vita zeigt keine Aneignungen aus der Vita Savas und ist erheblich länger, stärker formal abgefasst und hat eine anspruchsvolleren Stil. Sie folgt mehr den bestimmenden byzantinischen Hagiographien: einem rhetorischen Protolog folgt eine Beschreibung der Taten des Heiligen, eine Predigt (Panegyrikon) und die Beschreibung der Wunder nach seinem Ableben. Aufgrund der Heiligendarstellung war diese zweite Biographie im Mittelalter deutlich populärer als die erste.
Dometijans vollständige Lebensbeschreibung Savas durch einen Schüler Savas aus dem Kloster Hilandar wurde spätestens 19 Jahre nach Savas Tod und womöglich schon zehn Jahre früher abgefasst. Sie ist König Stefan Uroš I. gewidmet, der sie womöglich in Auftrag gegeben hat. Sie umfasst längere Auszüge aus der Heiligen Schrift und unterstreicht Vorhersehungen und überirdischen Ereignisse im Leben Savas. Domentijans Stil ist ein frühes Beispiel eines neuen Stils hagiographischer und panegyrischer Texte in Osteuropa im Mittelalter: eine geschmückter und rhetorischer Stil mit einer, Tendenz narrative und theologische Aspekte miteinander zu verweben. Damit nimmt das Faktische auch nur ein Minimum ein. Sie wird somit zu einer zeitlosen Erzählung mit einer transzendentalen Ebene. Teodosijes Vita Savas basierte großteils auf Domentijas Bericht, doch als späterer Autor benutzte er einen völlig anderen Stil: er erzählt lebendig und unterhaltend und ist stärker an den psychologischen Motiven interessiert. Seine Vita hatte dadurch auch die größere Popularität.
Grundsätzlich geben die Viten wichtige Details zu Savas Flucht auf den Athos, der Ankunft Stefan Nemanjas als Mönch Simeon, der Gründung Hilandars, Savas Wechsel nach Konstantinopel in das Kloster Evergetis, der Bitte um dem Erhalt der Autokephalie der serbischen Kirche beim Konstantinopoler Patriarchen sowie seiner beiden Palästinafahrten und der Besuche der altchristlichen Patriarchate in Alexandria, Antiochia und Jerusalem.

## Höhepunkt

Auch Ikonen geben Szenen aus den Herrscherbiographien wider. Um das Hauptfeld der Ikone zu Stefan Uroš III. Dečanskis sind einzelne Ereignisse gruppiert. Zograf Longin, Kloster Visoki Dečani, zwischen 1572 und 1596

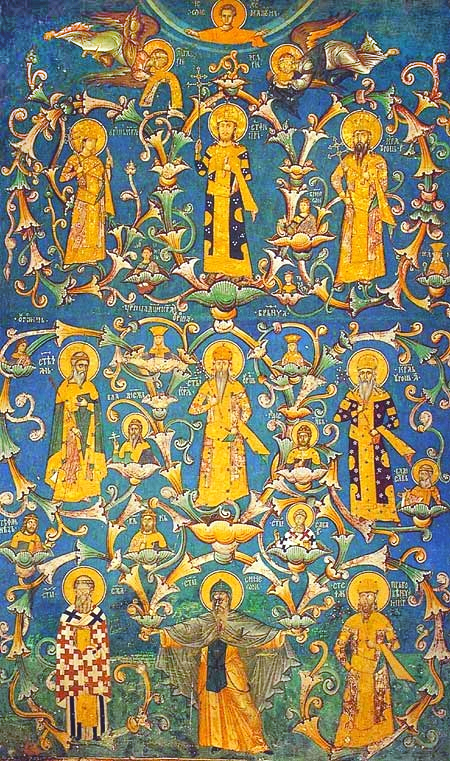
Monumentalfresko: „Rebe der Nemanjiden“, Visoki Dečani um 1335

Als das Nemanjidenreich im 14. Jahrhundert zu seiner größten Machtentfaltung gelangte, wuchs der Bedarf an einer entsprechenden amtlichen, die Reichsideologie widerspiegelnden Historiographie. Aus diesem Grund wurde eine ganze Sammlung von Lebensbeschreibungen serbischer Könige des Nemanjidenhauses sowie der serbischen Erzbischöfe angefertigt. Die Verfasser waren Danilo und seine Schüler. Ideengeschichtlich bleiben sie den beiden Ursprungsviten treu, sie bieten dynastische Geschichte, Gottesgnadentum und Geblütsheiligkeit. Als neues Element wird die Herrscherbiographie jetzt auch bildlich als Freskokomposition in den Mermorial-Stiftungen der Könige umgesetzt.  Die „Wurzel-Nemaniae“, ein stilisierter Stammbaum der Nemanjiden in Form einer Rebe, zieht als neue Bildformel in die osteuropäische Malerei ein. Auch wenn es keine eindeutigen Beweise gibt, wird sie Danilo II. zugeschrieben. Sie findet sich unter anderen im Kloster Gračanica, in der Vorhalle im Patriarchenkloster in Peć, in der Memorialkirche Stefan Uroš III. Dečanski im Katholikon des Klosters Visoki Dečani sowie im Kloster Matječa. Für diese Darstellung gibt es keine Vorbilder. Daher wird vermutet, dass sie einer Idee Danilos entstammt. Auf einer Rebe werden die Angehörigen der Dynastie in Form eines Spaliers von unten nach oben abgebildet. Durch Christus wird die Investitur am aktuellen Herrscher zuoberst vollzogen.
Die Verherrlichung des Herrschers aus politisch-religiösen Kulttexten führte zur visuellen Verherrlichung in den Fresken der Memorialkirchen. Ebenfalls werden Ikonen nach den textlichen Vorbildern gestaltet. Ikone mit der großen Darstellung Stefan Uroš IV. Dečanskis Zograf Longins schmücken Szenen aus der Vita Grigorij Camblaks. Als drittes Element korrespondieren die in einem hohen künstlerischen Niveau verbreiteten volkstümlichen serbischen Heldenepiken des Deseterac, deren Bestand durch Svetozar Koljević schon in Textpassagen in den Biographien Savas bei Domentijan und Teodosijes angedeutet werden. Damit besaßen im byzantino-slawischen Kulturkreis nur die Serben das volle Spektrum politischer Herrscherkulte. Nur dadurch war es den Serben nach Beendigung der Osmanischen Herrschaft möglich, die einzige endogene Monarchie in Südosteuropa zu entwickeln.

## Spätphase

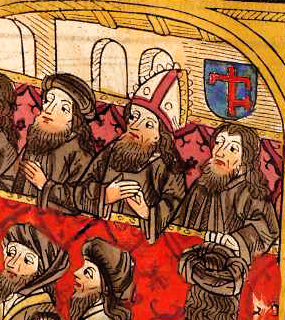
Gregorij Camblak (links) auf dem Konzil von Konstanz 1418

Nach Aussterben der Nemanjidenlinie wurde die Herrschaftsbiographik auf Fürst Lazar sowie seinen Sohn Stefan Lazarević übertragen. Mit der Vita des Despoten Stefan Lazarević durch den bulgarischen Emigranten Konstantin Kostenec begann die Dominanz der Viten als historische Quelle, zu Ungunsten ihrer Funktion als Zeugnis der ideellen Geisteswelt Altserbiens. Es war der eigentliche Abschluss der Gattung. Gregorij Camblaks heychastisch geprägte Biographie Stefan Uroš III. Dečanski steht etwas abseits der altserbischen Herrschaftshagiographien.